# Beowulf: The Monsters and the Critics
"Beowulf: The Monsters and the Critics" va ser un seminari realitzat el 1936 per J. R. R. Tolkien sobre crítica literària en relació al poema èpic heroic escrit en anglès antic Beowulf. Va ser publicat per primera vegada aquell mateix any a Proceedings of the British Academy, i des d'aleshores ha estat reimprès en diverses col·leccions.
Tolkien exposa que el poema original gairebé s'ha perdut per culpa de la gran quantitat d'investigació que s'ha fet sobre el mateix; segons el professor britànic, Beowulf s'hauria de veure com un poema, no només com un document històric, i que la qualitat dels seus versos i la seva estructura li atorguen un efecte molt poderós. Tolkien rebutjava els suggeriments que aquest poema tenia una narrativa èpica o excitant, lligant-lo, en canvi, amb una estructura poderosa construïda amb blocs que encaixaven els uns amb els altres. Puntualitzava que el tema del poema era molt seriós, moral, i que es dividia en dues parts: la primera, en què Beowulf és un jove, que derrota Grendel i la seva mare; i la segona, en què Beowulf és vell, i es dirigeix a combatre a mort el drac.
Aquesta obra ha estat reconeguda per molts crítics, inclòs el poeta i traductor de Beowulf Seamus Heaney. Michael D. C. Drout el va esmentar com l'article més important mai escrit sobre el poema. Els acadèmics anglosaxons coincideixen que aquesta obra va ser molt influent i que va transformar l'estudi de Beowulf.

## Visió general
L'assaig de J. R. R. Tolkien "Beowulf: The Monsters and the Critics", inicialment presentat com un seminari, el 1936, és considerat una obra formativa en els estudis actuals sobre Beowulf. En ella, Tolkien menysté els crítics que no tenen en compte els monstres del poema, concretament Grendel, la seva mare i el drac, utilitzant només Beowulf com a font per la història dels anglosaxons. Tolkien exposa que, en lloc de ser merament estranys, aquests elements són claus en la narració, i que haurien de ser centre dels estudis sobre el poema. Fent això, va centrar l'atenció en les qualitats literàries del poema, que fins aquell moment havien estat menyspreades, i va exposar que s'hauria d'estudiar com una obra d'art, no només com un document històric. Crítics posteriors, com Hugh Magennis, els quals estaven d'acord amb la visió de Tolkien en aquest punt, posteriorment l'han citat per defensar els seus arguments.
L'assaig és una versió redactada d'un seguit de seminaris que Tolkien va realitzar a estudiants d'Oxford durant la dècada de 1930. Es conserven notes d'aquests seminaris en dues versions manuscrites publicades conjuntament el 2002 sota el títol Beowulf and the Critics, editada per Michael D. C. Drout; aquesta obra mostra les interioritats del desenvolupament del pensament de Tolkien sobre el poema, especialment sobre la seva metàfora del poema com una torre, citada moltes vegades. "Beowulf: The Monsters and the Critics" està disponible en diverses col·leccions, inclosa l'edició de 1983 The Monsters and the Critics and Other Essays editada per Christopher Tolkien.